# 로키 (터닝메카드)
로키는 터닝메카드 W 2기, 터닝메카드 W: 반다인의 비밀에 등장하는  소년 캐릭터이다.

## 성격
항상 활발하며 뛰어다니는 것을 좋아한다.

## 작중행적

### 터닝메카드 W 2기
1회에서는 메카니멀을 찾으러 돌아다닌다. 크랑을 테이밍한다.
3화에서는 데이지가 트램을 테이밍하고 난 뒤, 바다에서 나로와 배구를 하고 놀다가 이소벨과 만나 배틀을 한다.
4화에서는 데이지가 아머피트를 테이밍하는 것을 도와준다.서준이 데이지의 옷에 진흙을 묻힌 것을 보자 깜짝 놀란다.
11화에서는 마리에게 고브를 빼앗기고는 어디론가 뛰어가버린다.
13화에서는 나찬일행이 볼카를 찾는 것을 도와준다.
23화에서는 반다인과 함께 마리와 배틀을 한다.

## 다른 캐릭터들과의 관계
- 데이지 : 친구
- 나로 : 친구
- 반다인 : 라이벌이자 친구